# Nerastria dividua
Nerastria dividua là một loài bướm đêm trong họ Noctuidae.